# Dieter Steger

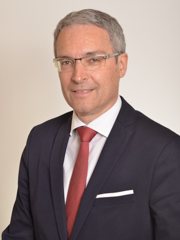
Dieter Steger, 2018

Dieter Steger (* 24. Juni 1964 in Bruneck) ist ein italienischer Politiker und Obmann der Südtiroler Volkspartei.

## Leben
Steger, in Bozen aufgewachsen, besuchte das Klassische Lyzeum Nikolaus Cusanus in Bruneck und absolvierte anschließend ein Studium der Rechtswissenschaften an den Universitäten Padua und Trient (laurea in giurisprudenza). Nach mehreren Engagements in Wirtschaft und Verwaltung war er von 2003 bis 2008 Direktor des Handels- und Dienstleistungsverbands in Südtirol. Bei den Wahlen zum Parteiobmann der Südtiroler Volkspartei 2004 unterlag er Elmar Pichler Rolle. 2008 zog er mit 8.130 Vorzugsstimmen in den Südtiroler Landtag und damit gleichzeitig den Regionalrat Trentino-Südtirol ein. Gleich anschließend übernahm der das Amt des Landtagspräsidenten. Am 19. November 2010 stellte das Landesgericht Bozen fest, dass Steger, wie zuvor auch Barbara Repetto und Christian Egartner, zum Zeitpunkt der Wahl als Mitglied des Verwaltungsrats einer Gesellschaft mit Landesbeteiligung nicht wählbar war. Steger verzichtete auf einen Rekurs und kündigte an, am 25. Januar aus dem Landtag auszuscheiden. Sein Landtagsmandat übernahm Walter Baumgartner. Steger kehrte auf den Posten des Direktors des Handels- und Dienstleistungsverbands Südtirol zurück.
Bei den Landtagswahlen 2013 trat Steger erneut auf der Liste der SVP an und konnte sich mit 11.016 Vorzugsstimmen ein Mandat sichern. In der Folge wurde er zum Sprecher der SVP-Fraktion gewählt. Bei den Parlamentswahlen 2018 kandidierte er als Vertreter seiner Partei im Mehrpersonenwahlkreis Trentino-Südtirol für den italienischen Senat. Die SVP erreichte 25,09 % der Stimmen auf regionaler Ebene, womit Steger ins Parlament gewählt wurde. Aufgrund seines neuen Betätigungsfelds in Rom trat er daraufhin von seinem Landtagsmandat zurück. Bei den Parlamentswahlen 2022 trat er als Kandidat seiner Partei im Mehrpersonenwahlkreis Trentino-Südtirol für die Abgeordnetenkammer an. Da die SVP auf regionaler Ebene 23,15 % der Stimmen erhielt, konnte Steger erneut einen Parlamentssitz erringen. Bei der SVP-Landesversammlung am 4. Mai 2024 wurde Dieter Steger mit 95,47 % der Delegiertenstimmen zum Parteiobmann der Südtiroler Volkspartei gewählt.